# Joaquin Phoenix
Joaquin Rafael Phoenix (angleška izgovorjava /hwɑːˈkiːn/, rojen Joaquin Rafael Bottom), ameriški igralec, producent in aktivist, * 28. oktober 1974, San Juan, Portoriko, Združene države Amerike.
Zaslovel je s stransko vlogo Komoda v filmu Gladiator. Za svoje delo kot igralec je Phoenix prejel nagrado grammy, zlati globus in oskarja za glavno moško vlogo v filmu Joker.
Režiral je glasbene videospote za skupine Ringside, She Wants Revenge, People in Planes, Arckid, Albert Hammond Jr. in Silversun Pickups.

## Zasebno življenje
V začetku aprila 2005 se je Phoenix zdravil zaradi alkoholizma.